# Предложение (фильм, 1998)
«Предложение» (англ. The Proposition) — американский драматический фильм режиссёра Лесли Линки Глаттер. Премьера фильма состоялась 27 марта 1998 года.

## Сюжет
Отец Майкл МакКиннон приезжает из Великобритании в Бостон в 1935 году. По неизвестным причинам, он любой ценой старается избегать наиболее влиятельных горожан, Артура и Элеонор Баррет. Элеонор и Артур отчаянно хотят иметь ребёнка, но Артур бесплоден, поэтому они нанимают выпускника юридического факультета Гарвардского университета Роджера Мартина в качестве суррогатного отца. Заинтригованный предложением, он дает своё согласие, но встретившись с Элеонор, влюбляется в неё с первого взгляда. Эта невероятная и искренняя любовь грозит обернуться трагедией не только для влюбленной четы, но и для самого Роджера.

## В ролях
- Уильям Хёрт — Артур Баррет
- Мэделин Стоу — Элеонор Баррет
- Кеннет Брана — Отец Майкл МакКиннон
- Блайт Даннер — Сирил
- Роберт Лоджа — Ганнибал Труман
- Нил Патрик Харрис — Роджер Мартин
- Йозеф Зоммер — Отец Драйер

## Саундтрек
- «The Girl With A Pink Rose» Эрик Свон